# AWGタッグ王座
AWGタッグ王座（エー・ダブリュー・ジー・タッグおうざ）は、Actwres girl'Zが管理、認定していた王座。

## 歴史
2021年2月21日、Actwres girl'Z新木場1stRING大会で行われた初代王座決定タッグトーナメントに優勝した本間多恵&尾崎妹加組が初代王者になった。12月31日、Actwresが女子プロレス団体としての活動終了により封印。
2024年3月24日、王座が復活することを発表。ただし、歴代王者とは切り離す形で改めて初代王者としてカウントされる。4月17日、所属選手6人の退団により、行う予定だった初代王座決定タッグトーナメントの延期を発表。

## 歴代王者
| 歴代  | タッグチーム                  | 防衛回数 | 獲得日付      | 獲得場所 （対戦相手・その他）   |
| ----- | ----------------------------- | -------- | ------------- | ------------------------------- |
| 初代  | SPiCEAP （本間多恵&尾崎妹加） | 1        | 2021年2月11日 | 新木場1stRING 関口翔&青野未来   |
| 第2代 | KKMK （関口翔&青野未来）      | 3        | 2021年8月13日 | 後楽園ホール 2021年12月31日封印 |